# Humbaud d'Auxerre
Pour les articles homonymes, voir Humbaud.
Humbaud d'Auxerre (né vers le milieu du XIe siècle) est le 51e évêque d'Auxerre de 1087 à 1114.

## Biographie
Humbaud naît dans une famille noble d'Auxerre, avec pour parents Humbaud et Adele. 
Il est d'abord admis par Héribert (év. 1040-1052) comme chanoine de Saint-Étienne, puis devient doyen du chapitre.

### Élection et consécration
Le précédent évêque, Robert de Nevers, est décédé en 1084. « Vigoureux défenseur de l’Église et de son peuple, pasteur modéré et plein de douceur pour la conduite des âmes », il est difficile à remplacer ; et un intervalle de trois ans se passe avant qu'un remplaçant soit désigné.
Finalement, élu évêque d'un commun accord du clergé et des auxerrois, Humbaud fils va en Italie se faire consacrer par le pape Urbain II. Ce voyage pose question : pourquoi Humbaud va-t-il jusqu'au pape pour sa consécration, plutôt qu'à Sens par son archevêque (charge tenue par Richer de 1062 à 1096) comme il est de coutume ? Toujours est-il qu'Humbaud va à Milan, où se trouve Urbain II venu là pour régler un problème avec des "hérétiques". Urbain le consacre évêque d'Auxerre le 10 mai 1087.
L'élection de Humbaud est la dernière faite par le peuple et le clergé. À partir de ce moment et jusqu'au concordat en 1516 un simulacre d'élection est fait par tout le clergé puis seulement par le chapitre, qui n'est en réalité qu'une simple présentation et pour laquelle le roi ou le pape n'ont aucune considération.

### Épiscopat
Il se montre humble, généreux, indifférent à la richesse matérielle qu'il emploie si nécessaire pour apaiser les différends des barons entre eux ou les plaintes des laïcs envers quelque ecclésiastique. Mais il est très ferme concernant l'évêché.

#### Récupération de biens de l'évêché
Pendant les trois ans de vacance du siège épiscopal, des seigneurs tenant les baronnies de l'évêque se sont emparés de terres de l'évêché. À coups de censures ecclésiastiques (excommunications), Humbaud reprend le château de Varzy des mains de Geoffroy de Donzy, le revenu épiscopal de Cosne de celles de Hugues le Manceau, et ses biens à Toucy de celles des barons du lieu. Il retire aussi nombre d'autres églises des mains des laïcs.

Une coutume voulait qu'à la mort de l'évêque les comtes d'Auxerre s'emparaient de tous les meubles de sa maison ; il la fait cesser avec Guillaume II (comte d'Auxerre 1097-1147) qui, du consentement de son épouse Adelaïs, en fait l'abandon pour toujours sur l'autel de la cathédrale. Une autre coutume permettait aux seigneurs de paroisses d'exiger du curé un repas par an (ce qui représente une grosse dépense pour de nombreuses cures) ; au cours d'un synode il interdit aux curés de s'y soumettre, s'appuyant sur une décrétale du pape Étienne (quelque 80 ans plus tard son successeur Hugues de Noyers obtiendra l'abolition de ce même privilège qu'ont les rois envers les évêques).
Au concile de Nîmes de 1096 il obtient d'Urbain II le retour à l'évêché de l'abbaye Saint-Germain, qui avait été séquestrée par de précédents rois de France. Ainsi l'évêque décide de la nomination de son abbé et peut veiller à l'observation de la discipline. Or l'abbé du moment est Guibert, qui "tombe dans une faute considérable" et est dénoncé par ses propres moines. Humbaud cite Guibert au concile de Nîmes, où Guibert remet l'abbaye dans les mains d'Urbain II. Urbain II donne à Humbaud la crosse de Guibert, lui reproche sa négligence et lui dit de réformer Saint-Germain en faisant appel à la Chaise-Dieu, Cluny ou Marmoutier. Humbaud demande d'abord une colonie de moines de l'abbaye de Cluny, demande qui échoue. Ses appels aux deux autres abbayes échouent également. Il ne réussit à réformer Saint-Germain qu'en s'alliant à Étienne comte de Champagne, qui vient à Auxerre et s'unit à lui pour écrire à l'abbé Hugues de Cluny. Ce dernier envoie enfin un réformateur digne de ce nom : son propre neveu, Hugues de Montaigu, qui réussit si bien qu'il sera nommé pour prendre la succession de Humbaud en 1115.

#### Accroissement et embellissement des biens de l'évêché
Il acquiert pour l'évêché la moitié d'une terre appelée Laurea, située entre Courçon et Andrie et qui pourrait être La Chapelle-Laurent. Il fait remettre en état un clos de vigne de l'évêché situé près d'Auxerre.

Au château de Regennes à Appoigny il restitue le four, le moulin sur l'Yonne et des terres appelées campi condominicati ("les terres du domaine ou du seigneur"), et y achète des serfs. Il fait réparer les fortifications d'Appoigny et diminue de 40 sols le droit de 15 livres payé chaque année au comte de Joigny pour la clôture du château.

À Gy il fait bâtir une maison en pierres et une chapelle pour l'usage des évêques, et y fait planter plusieurs vignes.

À Varzy il reprend l'église Saint-Pierre des mains de laïcs, ainsi que les oblations de la Pentecôte, de Noël et du jour de fête de la sainte pour l'église Sainte-Eugénie. Toujours à Varzy, il fait construire un clos de vignes et rattache tous les serfs des deux sexes, toutes les maisons et toutes les terres à la seigneurie.

Il fait construire un palais épiscopal à Cosne, qui jusque-là n'en avait pas, à côté de la chapelle Notre-Dame qu'il orne également. L'église Saint-Laurent de Cosne a elle aussi vu de ses droits et recettes monopolisées par des laïcs : il reprend ces droits - quoique assez difficilement. Il fait bâtir une maison épiscopale à Toucy et augmente notablement les revenus de cette terre.
Il demande au pape de prendre toutes les terres de l'évêché sous sa protection, présentant lesdites terres comme le patrimoine de saint Germain (év. 418-448) ; le pape accepte.
L'ensemble cathédral
Il embellit grandement Saint-Étienne, qu'il fait aussi recouvrir à neuf. Il fait construire une flèche de bois sur la tour de la chapelle Saint-Alexandre, qui fait partie de la cathédrale - flèche qui tombera une nuit de grand vent sur la demeure de son successeur Hugues de Montaigu (év. 1115-1136) et décidera ce dernier à bâtir le palais épiscopal dont il reste de très beaux vestiges de nos jours. L'autre tour de la cathédrale, bâtie au-dessus du chœur, se voit dotée d'une voûte de grosses pierres pour préserver les cloches. De beaux vitraux sont installés aux quatre fenêtres du grand autel, aux deux fenêtres du chœur et à 23 autres fenêtres de la nef. Il donne cinq très grands chandeliers ; un grand voile de lin orné de figures de rois et d'empereurs pour le côté gauche de l'église les jours de fête ; trois pièces de riche étoffe dont deux représentent des lions grimpans et la troisième des figures de rois à cheval ; des tapisseries de laine ornées de lions de différentes couleurs ; quatre chappes d'étoffe ; trois dalmatiques ; sept aubes ; des chasubles, étoles et manipules ; et plusieurs livres relatifs à l'office épiscopal. Il fait exécuter des peintures au-dessus de l'autel de Saint-Étienne, dans les cryptes au-dessus et en dessous de l'autel de la Trinité ; dans la crypte de Saint-Nicolas il fait faire des peintures du Christ, de la Vierge et de saint Jean,.

Il s'occupe aussi de l'église Notre-Dame-de-la-Cité, qui se trouve à côté de Saint-Étienne et qui tombe en ruines. Rappelons que dans l'esprit de tous la cathédrale était aussi Notre-Dame-de-la-Cité, qui en faisait partie intégrante : jusqu'au XIIe siècle la cathédrale elle-même est parfois nommée « église Sainte-Marie-et-Saint-Étienne » (« Sancta Maria et Sanctus Stephanus »), comme c'est le cas dans un titre de l'évêque Alain datant de 1157. Et jusqu'à cette période, Notre-Dame est dirigée par un "chanoine diacre de Saint-Étienne". Humbaud fait relever Notre-Dame-de-la-Cité et en fait la dédicace.

Il parachève son œuvre sur l'ensemble cathédral en donnant aux chanoines de celle-ci l'église d'Accolay et les dîmes (acquises de Guilbert de Château-Censoir), celle de Crevan (probablement Cravant, qui s'écrit encore Crevant sur la carte de Cassini) avec les dîmes, et celle de Coulons avec les dîmes (achetée à un certain Morund) ; il leur abandonne son droit de parete sur ces trois cures, sa seule exigence étant qu'ils relèvent l'église de Coulons, qui est en ruines. Sur la fin de sa vie il travaille à récupérer l'église d'Oisy, propriété de Hugues le Manseau, qu'il souhaitai donner également au chapitre ; mais il décède avant de pouvoir ce faire. Il donne la prévôté du chapitre à son neveu Ilger ou Ulger, mais seulement après avoir consulté le chapitre et demandé l'assentiment du pape Pascal II.
L'église Notre-Dame-La-D'Hors reçoit quant à elle une couverture d'aissis neufs au-dessus de son chœur.

#### Fondations, autres donations
La plus importante fondation faite par Humbaud est celle de l'abbaye de Pontigny, réalisée sur une terre de franc-alleu de Hildebert, chanoine de Saint-Étienne. Hildebert lui demande d'y installer des bénédictins, ce qu'Humbaud fait ; il place Hugues de Mâcon comme premier abbé. Ceci se passe vers la fin de son épiscopat.
Il installe des chanoines réguliers dans les églises Saint-Père et Saint-Eusèbe. Mais il a soin de ne pas les choisir dans la même maison (probablement pour mieux garder les abbayes sous le contrôle de l'évêché) : il s'adresse à l'abbaye Saint-Laurent-près-Cosne pour Saint-Eusèbe. Et comme Saint-Eusèbe est aussi le cimetière des chanoines de Saint-Étienne, il leur donne le revenu de l'annuel des messes célébrées à l'intention des chanoines décédés (ce revenu avait été fondé par Robert, son prédécesseur) ; il a auparavant demandé l'assentiment de son clergé pour cette donation
Selon l'historien de sa vie, l'abbaye Saint-Laurent-près-Cosne reçoit de lui quatre églises tirées des mains des laïcs : Garchy, Tracy, Saint-Martin du Troncet et Saint-Quentin. Le nécrologe de Saint-Laurent indique qu'il a aussi donné à cette abbaye l'église de Saint-Cyr-les-Coulons. Le prieuré de La Charité-sur-Loire reçoit de lui un grand nombre d'églises, qui ne sont pas nommées mais semblent être celles dans les environs du prieuré.
Le monastère de Crisenon, pour hommes et qui plus tard deviendra une abbaye de femmes, est fondé durant son épiscopat et avec son consentement.

#### Présence aux conciles et autres événements publics
Sa réputation le fait inviter à de nombreux conciles. Il participe aux conciles de Nîmes (1096), d’Étampes (1099), d'Anse (près de Lyon - en l'an 1100), de Troyes (1104) et de Paris (1104 ou 1105).
Il est à la dédicace de l'église Saint-Étienne de Nevers faite en 1097 par Yves de Chartres.
En 1107 il est au monastère de Saint-Benoît-sur-Loire, assistant à la translation des reliques de saint benoît d'une châsse dans une autre. Il y est de nouveau en 1108 pour l'enterrement de Philippe Ier, et il assiste au couronnement de Louis le Gros à Orléans le 2 août 1108. La même année il accompagne Louis le Gros à Bourges. En 1109 il est à Nevers pour jouer le médiateur entre Norgaud évêque d'Autun et les moines de Cluny. Sa signature (son sceau) apparaît sur l'acte de fondation de l'abbaye Saint-Victor de Paris.
Son dernier voyage l'emmène en pèlerinage jusqu'à Jérusalem.

### Mort
Il meurt le 20 octobre 1114, naufragé sur le chemin de retour de Jérusalem. Il n'a pas pris le temps de fonder son anniversaire (de mort), et c'est son neveu Ilger ou Ulger qui s'en charge ; pour ce faire Ulger donne à l’Église un moulin qu'il a fait bâtir à Aigleny, sous condition que ce jour d'anniversaire soit marqué par un repas commun pour les chanoines.